# Neotoxura neglecta
Neotoxura neglecta är en tvåvingeart som först beskrevs av Hardy 1954.  Neotoxura neglecta ingår i släktet Neotoxura och familjen Pyrgotidae. Inga underarter finns listade i Catalogue of Life.